# Varacieux
Varacieux é uma comuna francesa na região administrativa de Auvérnia-Ródano-Alpes, no departamento de Isère. Estende-se por uma área de 18,48 km². Em 2010 a comuna tinha 861 habitantes (densidade: 46,6 hab./km²).